# Zhu Zifeng
Det här är en artikel om en person med kinesiskt personnamn; Zhu är familjenamnet.
Zhu Zifeng (kinesiska: 朱子锋), född 28 juli 2002, är en kinesisk simhoppare.

## Karriär
Vid VM 2022 i Budapest tog Zhu guld i mixat parhopp från tremeterssvikten tillsammans med Lin Shan. Vid VM 2023 i Fukuoka tog de återigen guld tillsammans i mixat parhopp från tremeterssvikten.
Vid VM 2025 i Singapore tog Zhu guld i parhopp från 10-metersplattformen tillsammans med Cheng Zilong.